# Unifascia
Unifascia is een geslacht van uitgestorven zee-egels uit de familie Periasteridae.

## Verspreiding en leefgebied
De enige vertegenwoordiger van dit geslacht wordt gevonden in afzettingen uit het Midden-Eoceen in de zuidoostelijke Verenigde Staten.

## Soorten
- Unifascia carolinensis (W.B. Clark, 1915)[1]